# Diadegma longicaudatum
Diadegma longicaudatum là một loài tò vò trong họ Ichneumonidae.